# 等成本曲線
在經濟學中，等成本線（英語：isocost line）顯示了總成本相同的所有投入組合。雖然類似於消費者理論中的預算束，但等成本線的使用與生產中的成本最小化有關，而不是效用最大化。對於勞動力和資本這兩種生產投入，在投入單位成本固定的情況下，等成本線方程為
{\displaystyle rK+wL=C\,}
其中 w 代表勞動力的工資率，r 代表資本的租金率，K 是使用的資本數量，L 是使用的勞動力數量，C 也是獲得這兩種投入的這些數量的總成本。
等成本線斜率的絕對值，垂直表示資本，水平表示勞動力，等於勞動力和資本的單位成本之比。斜率為：
{\displaystyle -w/r.\,}
等成本線與等產量圖相結合，以確定任何給定產量水平下的最佳生產點。具體來說，任何等量線和等成本線之間的切點給出了可以產生與該等量線相關的輸出水平的最低成本輸入組合。等效地，它給出了在給定的總投入成本下可以生產的最大產出水平。連接等量線和等成本線（輸入價格保持不變）的切點的線稱為擴展路徑。